# Joseph Wanton Morrison

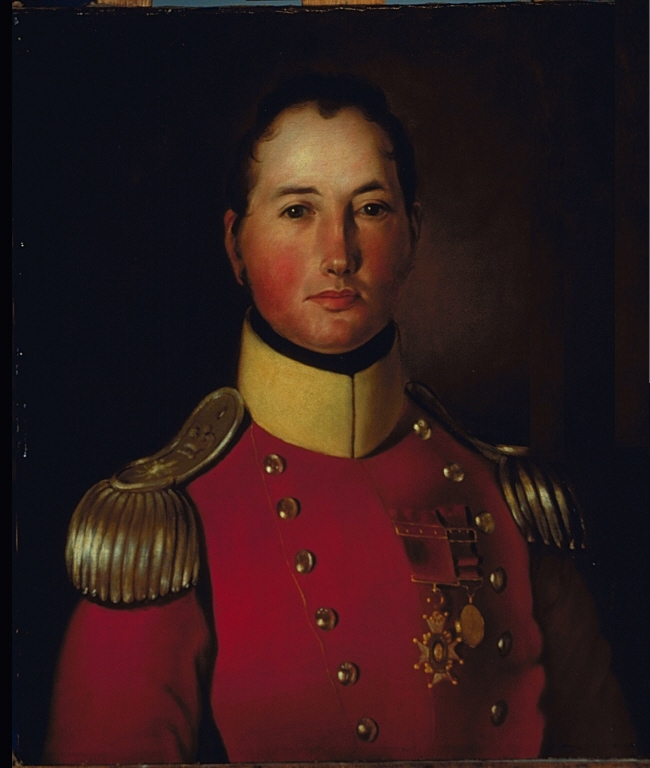
Joseph Wanton Morrison

Joseph Wanton Morrison (* 4. Mai 1783 in New York, USA; † 15. Februar 1826 auf See) war ein britischer Offizier, der im Britisch-Amerikanischen Krieg von 1812 zum Einsatz kam.

## Leben
Der in den USA geborene Joseph Wanton Morrison trat 1793 als Ensign in die britische British Army ein, kam aber bis 1799 nicht zum aktiven Einsatz. In diesem Jahr nahm er an Kämpfen in Holland teil und wurde in einem Gefecht bei Egmond aan Zee am 2. Oktober verwundet. Ab 1800 war er Captain und diente bis 1802 in der Garnison von Menorca. Als Major 1802 kurzzeitig außer Dienst gestellt, erhielt er nach dem erneuten Ausbruch des Kriegs mit Frankreich (Koalitionskriege) zunächst einen Posten in Irland, später beim 89. Infanterieregiment, bis er 1809 zum Oberstleutnant und Kommandeur des 1. Westindienregiments auf Trinidad befördert wurde. 1811 versetzte man ihn zurück zum 89. Infanterieregiment, mit dessen zweiten Bataillon er im Oktober 1812, nach dem Ausbruch des Kriegs von 1812 mit den USA, nach Kanada ging.
Das Bataillon stand zunächst in Kingston in Oberkanada. Im Herbst 1813 erhielt Morrison von Generalgouverneur Sir George Prevost das Kommando über ein „Beobachtungskorps“, das den Vorstoß einer US-Armee unter Generalmajor James Wilkinson entlang des Sankt-Lorenz-Stroms behindern sollte. Wilkinsons Armee bildete einen Teil eines Zangenangriffs auf Montreal, der durch den Vormarsch einer weiteren US-Armee unter Generalmajor Wade Hampton entlang des Chateauguay River ergänzt wurde. Diesen Auftrag erfüllten Morrison und seine zahlenmäßig weit unterlegenen Soldaten so gut, dass Wilkinson einen Teil seiner Armee unter Brigadegeneral John Parker Boyd detachierte, um die lästigen Verfolger zu vernichten. Morrison, der von einer Kanonenbootflottille unter William Howe Mulcaster unterstützt wurde, konnte das Kampfgelände in der Nähe der Farm eines gewissen John Chrysler selbst wählen. In der folgenden Schlacht bei Chrysler’s Farm vom 11. November 1813 nutzte Morrison auf brillante Weise die überlegene Disziplin und Feuerkraft seiner Berufssoldaten und fügte den mindestens fünffach überlegenen Amerikanern eine empfindliche Niederlage zu. Zusammen mit Charles-Michel de Salaberrys Sieg in der Schlacht am Chateauguay River über Hamptons Armee rettete dieser Erfolg Montreal vor einem amerikanischen Angriff, da Wilkinson daraufhin – wie auch Hampton – den Rückzug antrat. Für seinen Erfolg erhielt Morrison eine Goldmedaille, ein Ehrenschwert und eine Danksagung des House of Assembly (Parlament von Niederkanada).
In der Folge diente Morrison zunächst an verschiedenen Standorten am Sankt-Lorenz-Strom, bis sein Bataillon angesichts einer erneuten amerikanischen Invasion auf die Niagara-Halbinsel verlegt wurde. In der blutigen Schlacht bei Lundy’s Lane vom 25. Juli 1814 nahm Morrisons Bataillon eine Schlüsselstellung im Zentrum der britischen Linien unter Generalleutnant Gordon Drummond ein und war an der Abwehr einer Serie massierter amerikanischer Angriffe beteiligt. Das Bataillon und Morrison, der schwer verwundet wurde, zeichneten sich in dieser entscheidenden Schlacht erneut aus. Bis zum Ende des Kriegs blieb er mit seiner Einheit in Kanada, wo er u. a. am Kriegsgerichtsprozess gegen Generalmajor Henry Procter teilnahm. Nach seiner Rückkehr nach England schied Morrison aufgrund seiner Verwundung zeitweilig aus dem aktiven Dienst aus, erhielt aber 1819 den Rang eines Brevet-Obersts und 1821 als aktiver Oberstleutnant den Oberbefehl über das in Irland stehende 44. Infanterieregiment. 1822 wurde das Regiment nach Indien verlegt, wo Morrison 1824 zum Brigadegeneral und Kommandeur der Südwest-Division der britischen Armee in Indien befördert wurde. In dieser Eigenschaft führte er einen erfolgreichen Feldzug gegen die Burmesen in die Arakan-Region (Erster Anglo-Birmanischer Krieg), erkrankte aber an Malaria. Auf der Rückreise nach England zu einem Erholungsurlaub starb er am 15. Februar 1826 auf See. Er war seit 1809 mit Elizabeth Hester Marriott verheiratet, hatte aber keine Kinder.